# Comissió canadenca de la Veritat i la Reconciliació
La Comissió canadenca de la Veritat i la Reconciliació és una organització de Winnipeg (Canadà) creada amb l'objectiu de fer front a un trauma sense resoldre que pateixen els aborígens que van ser alumnes de les escoles residencials del govern canadenc durant el període 1870-1996. Aquest trauma ha estat transmès de generació en generació i ha tingut un efecte profundament negatiu en la relació entre els pobles aborígens i els altres canadencs. Com a part del seu mandat, la Comissió de la Veritat i la Reconciliació establirà un Centre Nacional de Recerca que serà un recurs permanent per a tots els canadencs sobre el que va passar dins de les escoles residencials.

## Història
A partir de la dècada de 1870, més de 150.000 nens de les Primeres Nacions, mestissos i esquimals, van ser separats de les seves famílies i internats en Escoles Residencials finançades pel govern i gestionades per l'Església, l'objectiu era "matar l'indi en el nen". L'última d'aquestes escoles va ser tancada el 1996. Mentre que alguns antics alumnes van tenir experiències positives a les escoles residencials, molts nens i nenes patiren abusos emocionals, físics i/o sexuals, i alguns infants van morir mentre assistien a aquestes escoles. Els nens aborígens van ser castigats sovint per parlar la seva pròpia llengua o per mostrar les seves pràctiques culturals tradicionals.